# The Club Mixes 2000
The Club Mixes 2000 – kompilacja zespołu Frankie Goes to Hollywood z 2000 roku.

## Lista utworów
CD 1:
1. „Relax” (Club 69 Future Anthem Part I) - 11:27
2. „Welcome to the Pleasuredome” (Nalin & Kane Remix) - 11:29
3. „The Power of Love” (Rob Searle Club Mix) - 8:41
4. „Two Tribes” (Apollo Four Forty Remix) - 6:10
5. „Warriors of the Wasteland” (Paralyzer's Warriormix) - 5:20
6. „Welcome to the Pleasuredome” (Stripped Down Mix by Thomas Schumacher) - 7:07
7. „Relax” (Marc et Claude's Respect Remix) - 7:54
8. „Two Tribes” (Olav Basoski Tiberium Power Mix) - 9:45
9. „Rage Hard” (Kay Cee Remix) - 7:44

CD 2:
1. „Welcome to the Pleasuredome” (Paralyzer's Pleasuremix) - 7:07
2. „Two Tribes” (Rob Searle Club Mix) - 9:20
3. „Maximum Joy” (DJ Rene Club Mix) - 9:50
4. „Welcome to the Pleasuredome” (Sander's Coming Home Remix) - 10:18
5. „Two Tribes” (Fluke Magimix) - 5:26
6. „Welcome to the Pleasuredome” (Sleaze Sisters' Remix) - 7:37
7. „The Power of Love” (Minky's Yaba Mix) - 8:13